# Bataille de Spire
Guerre de Succession d'Espagne
Batailles
Campagnes de Flandre et du Rhin
- Landau (1702)
- Friedlingen (1702)
- Kehl (1703)
- Ekeren (1703)
- Höchstädt (1703)
- Spire (1703)
- Schellenberg (Donauworth) (1704)
- Blenheim (1704)
- Landau (1704)
- Vieux-Brisach (1704)
- Eliksem (1705)
- Ramillies (1706)
- Stollhofen (1707)
- Cap Béveziers (1707)
- Cap Lizard (1707)
- Audenarde (1708)
- Wynendaele (1708)
- Lille (1708)
- Gand (1708)
- Malplaquet (1709)
- Douai (1710)
- Bouchain (1711)
- Denain (1712)
- Bouchain (1712)
- Douai (1712)
- Landau (1713)
- Fribourg (1713)

Campagnes d'Italie
- Carpi (1701)
- Chiari (1701)
- Crémone (1702)
- Luzzara (1702)
- Verceil (1704)
- Cassano (1705)
- Nice (1705-1706)
- Calcinato (1706)
- Turin (1706)
- Castiglione (1706)
- Toulon (1707)
- Gaeta (1707)
- Cesana (1708)
- Syracuse (1710)

Campagnes d'Espagne et de Portugal
- Cadix (1702)
- Vigo (navale 1702)
- Cap de la Roque (1703)
- Gibraltar (août 1704)
- Ceuta (1704) (es)
- Málaga (1704)
- Gibraltar (1704-1705)
- Marbella (1705)
- Montjuïc (1705)
- Barcelone (1705)
- Badajoz (1705)
- Barcelone (1706)
- Murcie (1706) (es)
- El Albujón (1706) (es)
- Santa Cruz de Ténérife (1706) (en)
- Almansa (1707)
- Xàtiva (1707)
- Ciudad Rodrigo (1707) (en)
- Lérida (1707)
- Tortosa (1708)
- Minorque (1708)
- Gudiña (1709)
- Almenar (1710)
- Saragosse (1710)
- Brihuega (1710)
- Villaviciosa (1710)
- Barcelone (1713-1714)

Campagnes de Hongrie
- Saint-Gotthard (1703) (en)
- Biskupice (1704) (en)
- Smolenice (1704) (en)
- Koroncó (1704) (en)
- Zsibó (1705) (en)
- Saint-Gotthard (1705) (en)
- Trenčín (1708) (en)

Antilles et Amérique du sud
- Santa Marta (1702)
- Guadeloupe (1703)
- Nassau (1703)
- Colonia del Sacramento (1704)
- Carthagène (1708)
- Rio (1710)
- Carthagène (1711)
- Rio (1711)
- Cassard (1712)

La bataille de Spire ou de Heiligenstein (également appelé bataille de Speyerbach) a eu lieu le 15 novembre 1703 juste au sud-ouest de la place forte de Spire, au cours de la guerre de Succession d'Espagne (1701−1714). Alors que l'armée française commandée par le duc de Tallard tentait depuis le 13 octobre de reprendre la forteresse de Landau aux Impériaux, elle fut attaquée sur ses arrières par une armée de secours austro-hollandaise, qu'elle mit en déroute. À la suite de ce combat, la garnison autrichienne de Landau se rendit aux Français.

## Contexte
Partis de Traerbach le 13 octobre, les Français encerclèrent par surprise la place de Landau le 17 du même mois ; le 28, les Alliés mirent sur pied une armée de secours germano-hollandaise commandée par Jean Ernest de Nassau-Weilburg et Frédéric de Hesse-Cassel, qui rallia Spire le 13 novembre et installa ses campements au sud-ouest de la ville (et précisément au sud du ruisseau de Speyerbach), en attente de nouveaux renforts. Elle devait reprendre sa marche vers Landau le lendemain.
Le général de Tallard n'attendit pas que l'ennemi passe à l'attaque : il ordonna au marquis Armand de Pracomtal de le rejoindre depuis Sarrebruck par Essingen.
Les Alliés n'imaginaient pas une contre-attaque des assiégeants et ils avaient négligé de fortifier leurs campements. En outre, l'État-major autrichien s'était joint à une fête donnée précisément le 15 novembre dans la région à l'occasion de l'anniversaire de l'empereur.

## Ordre de bataille Français
1re ligne
- Brigade Hauteport
  - Régiment Colonel-Général cavalerie (3 escadrons)
  - Régiment de Rohan cavalerie (3 escadrons)
  - Régiment de La Reine cavalerie (3 escadrons)
- Brigade Vertilly
  - Gendarmerie (8 escadrons)
- Brigade La Vallière
  - Régiment La Vallière cavalerie (2 escadrons)
  - Régiment de Vienne cavalerie (1694-1705) (2 escadrons)
  - Régiment Royal-Cravates cavalerie (3 escadrons)
- Brigade Monroux
  - Régiment de Navarre (3 bataillons)
  - Régiment de Sillery (3 bataillons)
- Brigade Calvo
  - Régiment Royal (2 bataillons)
  - Régiment de La Marche (2 bataillons)
  - Régiment d'Orléanais (1 bataillon)
- Brigade Polignac
  - Régiment de Surbeck (3 bataillons)
  - Régiment d'Aunis (1 bataillon)
- Brigade De Croissy
  - Régiment du Roi (4 bataillons)
- Brigade de Silly
  - Régiment d'Orléans cavalerie (3 escadrons)
  - Régiment de Scheldon cavalerie (2 escadrons)
  - Régiment de Croy cavalerie (2 escadrons)
  - Régiment de Brissac cavalerie (2 escadrons)
- Brigade Puiguion
  - Régiment de La Baume cavalerie (2 escadrons)
  - Régiment de Bourgogne cavalerie (2 escadrons)
  - Régiment Mestre de Camp Général cavalerie (3 escadrons)
- Brigade  
  - Régiment de Flavacourt cavalerie (3 escadrons)
  - Régiment du Roi cavalerie (3 escadrons)

2e ligne
- Brigade Chepy
  - Régiment de Chartres-cavalerie (2 escadrons)
  - Régiment de Saint-Pouanges cavalerie (2 escadrons)
  - Régiment de Meuse cavalerie (2 escadrons)
- Brigade Fraula
  - Régiment de Fraula (2 bataillons)
  - Régiment de Parabère (2 bataillons)
  - Régiment d'Herk (2 bataillons)
- Brigade Robecq
  - Régiment de Robecq (2 bataillons)
  - Régiment de Milan (1 bataillon)
  - Régiment de Gensac (1 bataillon)
  - Régiment de Grenade (2 bataillons)
- Brigade Saffetot
  - Régiment de Brie (1 bataillon)
  - Régiment de Thoy (1 bataillon)
  - Régiment de Saint-Second (2 bataillons)
- Brigade Gaetan
  - Régiment de Rosen cavalerie (2 escadrons)
  - Régiment de Gaetano cavalerie (2 escadrons)
  - Régiment de Sommery cavalerie (2 escadrons)
  - Régiment d'Auriac cavalerie (2 escadrons)
- Brigade Fiennes
  - Régiment de Montrevel cavalerie (2 escadrons)
  - Régiment de Fiennes cavalerie (2 escadrons)
  - Régiment de Noailles cavalerie (2 escadrons)
- Régiment Royal-Artillerie (1 escadron)

## Déroulement
Les Français se regroupèrent vers 7 heures du matin autour du village d'Essingen et marchèrent sur Spire, où ils surprirent le campement ennemi vers midi. En l'absence de leurs généraux, les Impériaux firent face dans le désordre et le général Vehlen ne parvint pas à parer tous les assauts. Tallard fit attaquer par la rive gauche 14 bataillons, et parvint à ouvrir les lignes ennemies. Entre-temps, le comte Jean-Ernest de Nassau-Weilburg parvint à lancer sa cavalerie et anéantit les escadrons ennemis : le marquis de Pracomtal, lieutenant général des armées du roi, trouva la mort dans cet engagement. Plutôt que de se regrouper avec la troupe, le comte de Nassau préféra poursuivre les Français, mais il se trouva bientôt engagé sur un terrain boueux défavorable aux chevaux.
Vers 14 heures, l'armée française regroupée attaqua en masse. Les Alliés parvinrent à contenir les colonnes au centre, mais les Français prirent le meilleur à l'aile droite et bientôt ils mirent en déroute la cavalerie de Vehlen. Puis l'infanterie française entra au contact de la cavalerie de l'Électeur palatin, qui finit par se replier à son tour. Alors les Français resserrèrent le centre ennemi jusqu'à la mêlée. Les derniers bataillons hessois évacuèrent entièrement la rive sud du ruisseau de Speyerbach vers 17 heures.

## Conséquences
Avec cette bataille, le général de Tallard remporta l'une des plus grandes victoires françaises de cette guerre. La forteresse de Landau capitula le soir même. Le souvenir de ce fait d'armes fut pourtant éclipsé par le désastre de Höchstädt, exactement neuf mois plus tard.
Tallard renonça à harasser l'ennemi. Les Français laissaient sur le champ de bataille 4 000 morts et blessés, et l’armée de secours autrichienne déplorait sensiblement les mêmes pertes, mais aux morts et blessés, il fallait ajouter 2 000 prisonniers, dont 149 officiers. Parmi les tués, on comptait le prince Philippe de Hesse-Hombourg, comte de Nassau-Weilburg (et fils du commandant autrichien).
La route de Spire était désormais barrée au Régiment de la Garde de l'Électeur Palatin, si bien que deux de ses bataillons furent faits prisonniers. Le camp des Alliés livrait aux Français 23 canons, 50 drapeaux et étendards, des munitions et du ravitaillement pour plusieurs semaines.